# Loïc Charlon
Pas d'image ? Cliquez ici

a Compétitions nationales et continentales officielles uniquement.

Dernière mise à jour le 5 avril 2017.
Loïc Charlon, né le 30 avril 1987 à Lyon, est un joueur de rugby à XV français qui évolue au poste de deuxième ligne.

## Biographie
Le 4 avril 2017, le RC Massy annonce que Loïc Charlon rejoindra le club à partir de la saison suivante.
- 2007-2009 : Stade français
- 2009-2014 : Section paloise
- 2014-2017 : USA Perpignan
- 2017- : RC Massy